# Vester Hassing
Vester Hassing – miasto w Danii, w regionie Jutlandia Północna, w gminie Aalborg.